# San Fernando (Nicaragua)
San Fernando è un comune del Nicaragua facente parte del dipartimento di Nueva Segovia.